# E 및 M 신호체계
E 및 M 신호체계은 전화 교환기(스위치) 사이의 통신 산업에서 전통적으로 사용되는 E리드 및 M리드라고 하는 별도의 리드에서 DC 신호를 사용하는 감독 라인 신호 유형이다. 가장 일반적인 변형인 귀와 입과 같은 다양한 기억글자(니모닉) 이름이 문자를 암기하는데 사용된다.

## 개요
E 및 M 시그널링 전선 (타입 IV E & M) E & M은 원래 서로 다른 지리적 위치에 있는 PABX가 아날로그 통신을 위한 개인 회로를 통해 통신할 수 있도록 개발되었다. 채널에 연결된 신호체제 (Channel Associated Signaling)과 같은 일부 디지털 인터페이스는 E & M 시그널링 버전을 아직까지 사용한다. E & M은 일반적으로 기본 속도 (BRI) 또는 기본 속도 (PRI) 디지털 인터페이스를 사용하는 새로운 설치에 대한 기존의 구식 기술로 간주된다.

## 인터페이스 구성
E & M은 8 개의 전선을 정의된다.
- E: 종종 귀로 불린다.
- M: 종종 입이나 마그네토 라 불린다
- SG 및 SB: 신호 접지 및 신호 배터리
- T와 R: 팁과 링 - 수신기 음성 쌍의 접지와 배터리
- T1 및 R1: 송신기 음성 쌍의 접지 및 배터리

이상이 시그날을 이용하는 전선의 규격이다.